# Lynne Viola
Lynne Viola, född 5 april 1955 i Nutley i New Jersey, är en amerikansk historiker. Hon är professor i historia vid University of Toronto, specialiserad på 1900-talets ryska politiska och sociala historia. Hennes forskningsintresse är kvinnor, bönder, politisk kultur och stalinistterror.

## Publikationer
- The Best Sons of the Fatherland: Workers in the Vanguard of Soviet Collectivization (1987)
- Peasant Rebels Under Stalin: Collectivization and the Culture of Peasant Resistance (1996)
- The War Against the Peasantry, 1927-1930 (2005)
- The Unknown Gulag: The Lost World of Stalin’s Special Settlements (2007)
- A Researcher's Guide to Sources of Soviet Social History in the 1930s (1990) (medförfattare med Sheila Fitzpatrick)
- Russian Peasant Women (1992), (medförfattare med Beatrice Farnsworth)
- Kollektivizatsija i krestianskoe soprotivlenie na Ukraine: noaibr 1929-mart 1930 (Collectivization and Peasant Resistance in Ukraine, November 1929-March 1930) (1997) (medförfattare med Valerij Vasiljev)
- Riazanskaia derevnia v 1929-1930 gg.: khronika golovokhruzheniia (The Riazan Countryside in 1929-1930: A Chronicle of Dizzyiness) (1998) (medförfattare med S. Zjuravlev, T. McDonald, och A. Melnik)
- Tragedija sovetskoj derevni 1927-37: dokumenty i materialy (The Tragedy of the Soviet Countryside, 1927-37: Documents and Materials) i 5 volymer (1999-2003) (medförfattare med V.P. Danilov and R.T. Manning)
- Contending with Stalinism: Soviet Power and Popular Resistance in the 1930s (2002)

## Referener
1. ↑  läs online, www.aseees.org .[källa från Wikidata]
2. ↑  Tjeckiska nationalbibliotekets databas, NKC-ID: jo2008407457, läst: 15 december 2022.[källa från Wikidata]
3. ↑  läs online, www.aseees.org .[källa från Wikidata]
4. ↑  läs online, killamlaureates.ca .[källa från Wikidata]
5. ↑  läs online, www.history.utoronto.ca .[källa från Wikidata]
6. ↑  läs online, canadacouncil.ca .[källa från Wikidata]
7. ↑  läs online, rsc-src.ca .[källa från Wikidata]
8. ↑  Guggenheim Fellows-databasen, Guggenheim fellow-ID: lynne-viola.[källa från Wikidata]
9. ↑  Källangivelsen på Wikidata använder egenskaper (properties) som inte känns igen av Modul:Cite